# Wendy Robie
Wendy Robie (6 de octubre de 1953) es una actriz estadounidense, conocida sobre todo por interpretar personajes mentalmente perturbados en televisión y cine. Es especialmente conocida por su papel de Nadine Hurley en la serie de David Lynch, Twin Peaks, y como Mamá en The People Under the Stairs, de Wes Craven. También un cameo en Vampire In Brooklyn, otra película de terror dirigida por Wes Craven. 
Su película más reciente fue el musical indie Si el mundo fuera mío.

## Filmografía
- Si el mundo fuera mío (2008) como Sra. Tebbit
- Fairies (cortometraje, predecesor a Si el mundo fuera mío, 2003) como Sra. Tebbit
- Lost Voyage (2001) (TV) como Mary Burnett
- The Attic Expeditions (2001) como Dr. Thalama
- The Magnificent Seven como Monja (1 episodio, 2000)
- Any Day Now como Trish (1 episodio, 2000)
- Party of Five como Elaine (1 episodio, 2000)
- Romeo y Julieta (2000) (V) como Príncipe
- The Dentist 2 (1998) como Bernice
- C-16: FBI como Harriet Davidson (1 episodio, 1998)
- Devil in the Flesh (1998) (V) como Joyce Saunders
- Cielo negro como Kate Balfour (1 episodio, 1996)
- Glimmer Man (1996) como Melanie Sardes
- Zork: Nemesis (1996) (VG) como Paciente Loca
- Sister, Sister como Sra. Cathcart (1 episodio, 1995)
- Star Trek: Espacio profundo nueve como Ulani (1 episodio, 1995)
- Vampire in Brooklyn (1995) como Zealot en la comisaría de policía
- A Place for Annie (1994) (TV) como Dra. Horton
- Viper como Enfermera (1 episodio, 1994)
- Ultraman: The Ultimate Hero (1 episodio, 1994)
- Prophet of Evil: The Ervil LeBaron Story (1993) (TV)
- Quantum Leap como Sra. Takin (1 episodio, 1992)
- Twin Peaks: Fire Walk with Me (1992) (escenas eliminadas) como Nadine Hurley
- The People Under the Stairs (1991) como Sra. Robeson; "Mamá"
- Baywatch como June Reed (1 episodio, 1991)
- Twin Peaks como Nadine Hurley (22 episodios, 1990–1991)